# Imprimerie royale de musique
Pour les articles homonymes, voir Léonard.
L’imprimerie royale de musique ou Maison Léonard est un édifice inscrit Monument historique, situé  7 rue Valette dans le 5e arrondissement de Paris.

## Histoire
Frédéric Léonard imprimeur du Roi fait construire la maison en 1673 à l’emplacement d’une maison, d’un jeu de paume et d’une place pour installer son imprimerie et ses magasins.
À la mort de Frédéric Léonard en 1711 la maison est louée à Guillaume Desprez imprimeur du roi, vendue en 1768 à François Le Guay d’Hauteville intendant de marine, puis utilisée comme fabrique de papier satinée. Propriété des libraires Gibert de 1949 à 1995, l’immeuble laissé à l’abandon pendant une longue période a été restauré en 1996. 

## Architecture
La façade sur rue, du type classique diffusé Jules Hardouin Mansart, comporte un soubassement qui englobe l’entresol à arcades surmontées de mascarons et refends surmonté de deux étages entourés de quatre pilastres à chapiteaux ioniques avec, au sommet, un fronton triangulaire. L’architecte inconnu était vraisemblablement du milieu des architectes du Roi. 
L’imprimerie était située à l’arrière de l’immeuble d’habitation sur rue,  au rez-de-chaussée d’un bâtiment sur cour .